# Sierra de Hurchillo

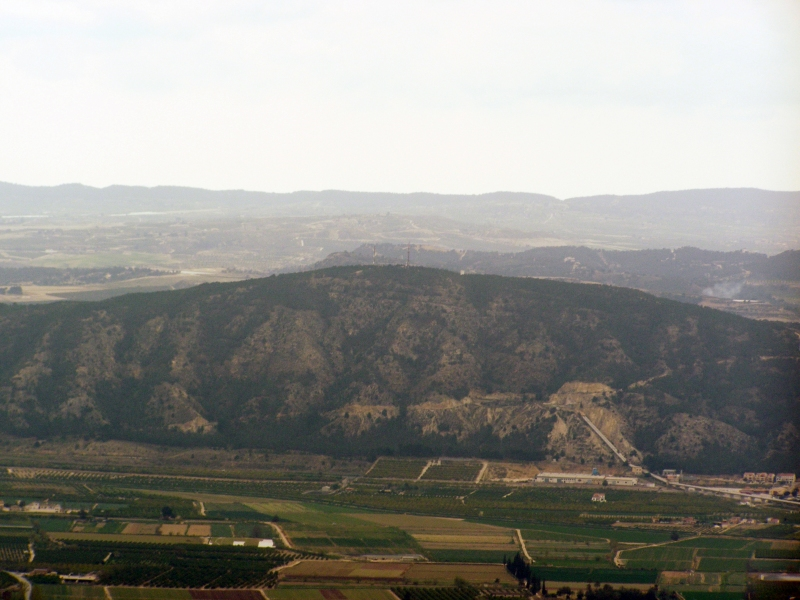
Vista del Cabezo de Hurchillo desde la Sierra de Orihuela

La Sierra de Hurchillo se encuentra situada entre las pedanías de Orihuela de Hurchillo y Arneva, en la provincia de Alicante (España). Es conocida también como Cabezo de Hurchillo, denominación más corriente para los habitantes de la Vega Baja del Segura. En la antigüedad se denominaba monte Orchello
Fue declarada microrreserva vegetal de la provincia de Alicante, mediante la orden de 4 de mayo de 1999, de la Conselleria de Medio Ambiente de la Generalidad Valenciana.
El vértice geodésico y su punto de mayor altura se encuentran a 271 m sobre el nivel del mar según informe cartográfico del Instituto Geográfico Nacional de España.
En su ladera norte se sitúa uno de los extremos del llamado sifón de Orihuela, conducción de agua entubada proveniente del post-trasvase Tajo-Segura, el cual para mantener su flujo por gravedad, forma dicho sifón para salvar la depresión de la vega del río Segura entre la Sierra de Orihuela y la Sierra o Cabezo de Hurchillo.
En su cima se ubican varias antenas de telecomunicaciones, aunque durante muchos años solo contaba con una, por lo que era conocida en Orihuela como el Repetidor de Hurchillo.
Cuenta con gran cantidad de mineral de yeso que en algunas cuevas toma un aspecto sorprendente, así como con fósiles marinos de la prehistoria.